# Cynthia Bulik

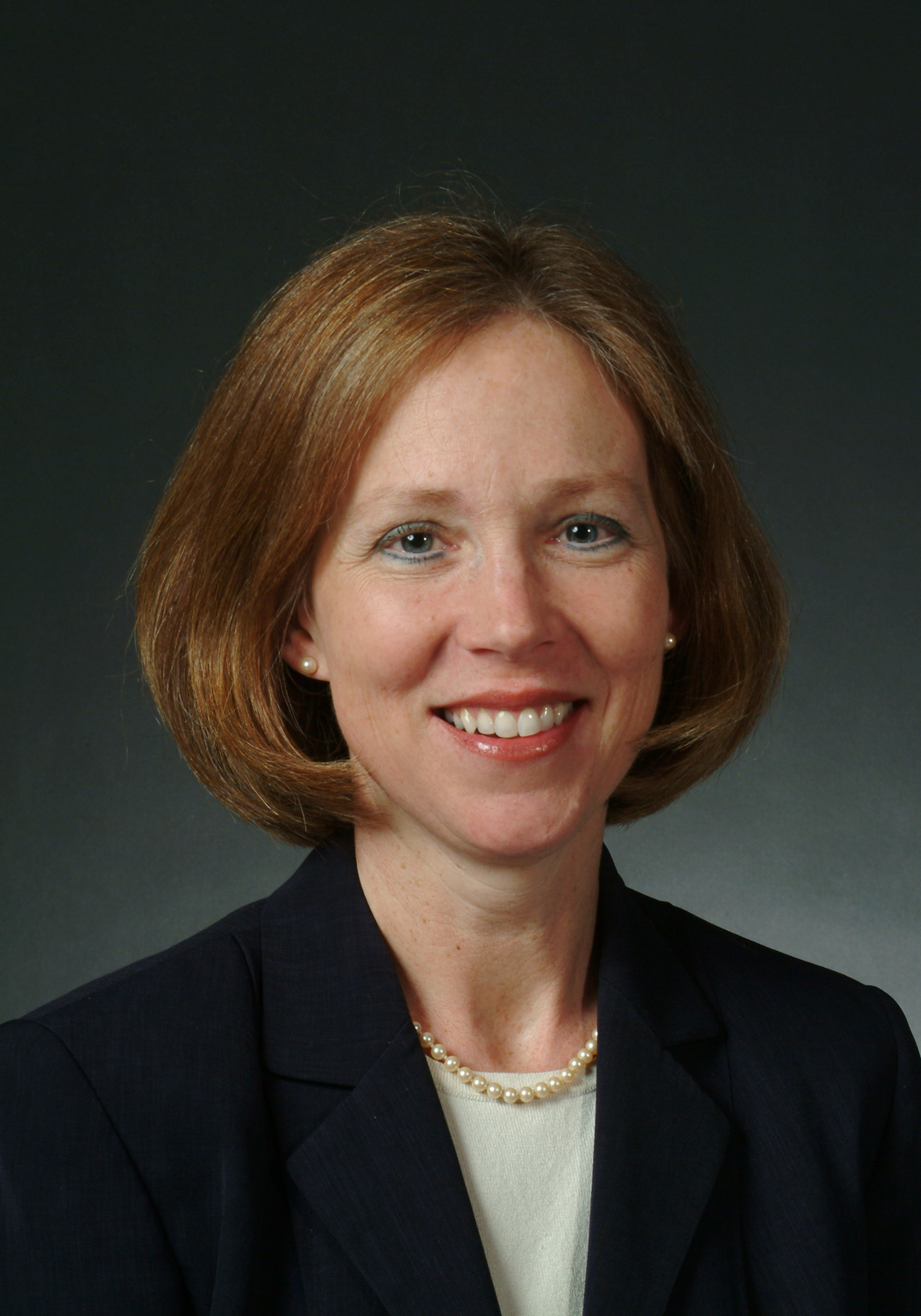
Cynthia Bulik (2007)

Cynthia Marie Bulik (* 13. Februar 1960 in Pittsburgh, PA, USA) ist Professorin für Essstörungen in der Abteilung für Psychiatrie der School of Medicine der University of North Carolina in Chapel Hill und Professorin für Ernährung an der Gillings School of Global Public Health und Gründungsdirektorin des UNC Center of Excellence for Eating Disorders. Bulik ist außerdem Professorin in der Abteilung für medizinische Epidemiologie und Biostatistik am Karolinska Institut in Stockholm, Schweden, wo sie das Centre for Eating Disorders Innovation leitet. Sie hat außerdem einen Lehrauftrag am Norwegian Institute of Public Health.

## Tätigkeit
Bulik forscht seit 1982 zu Essstörungen und deren Behandlung. Sie erwarb ihren BA an der University of Notre Dame und ihren MA und PhD in klinischer Psychologie an der University of California, Berkeley. Sie absolvierte Praktika und Postdoktoranden-Stipendien am Western Psychiatric Institute and Clinic in Pittsburgh, PA.
Bulik entwickelte in Neuseeland und in den USA ambulante, teilstationäre und stationäre Dienste zur Behandlung von Essstörungen. Ihre Forschung umfasst Behandlungs-, Labor-, Tier-, epidemiologische, Zwillings- und molekulargenetische Studien zu Essstörungen und Körpergewichtsregulierung. Sie wendet Informationstechnologie auf die Behandlung von Essstörungen an, um die Reichweite und den Erfolg neu entwickelter Maßnahmen zu erhöhen.
Bulik ist Mitbegründerin und Mitvorsitzende der Arbeitsgruppe Essstörungen des Psychiatric Genomics Consortium (PGC) und war Leiterin des ersten vom NIMH geförderten Postdoktorandenprogramms für Essstörungen.
Bulik sitzt im Beratungsgremium von F.E.A.S.T., einer internationalen Vereinigung von und für Eltern von Menschen mit Essstörung.
Bulik ist die leitende Forscherin der Anorexia Nervosa Genetics Initiative (ANGI), der bislang größten und gründlichsten genetischen Untersuchung von Essstörungen. Im Rahmen dieser internationalen Initiative stellten mehrere Kliniken Daten von 17.000 Patientinnen mit Anorexia nervosa zur Verfügung, um deren Erbgut mit dem von 55.000 gesunden Kontrollpersonen zu vergleichen. Das Forscherteam um Bulik identifizierte Veränderungen an acht Genorten auf sechs Chromosomen. Diese korrelierten zum einen mit psychischen Störungen wie Zwangserkrankungen, Depression und Angst, aber auch mit körperlicher Aktivität und einem veränderten Stoffwechsel (Metabolismus). Die ANGI-Studie kam zum Schluss, dass Anorexie eine „metabolisch-psychiatrische Erkrankung“ ist und weist damit auf neue Wege der Behandlung hin.
Die aktuellste von Bulik initiierte Studie ist die Eating Disorders Genetics Initiative (EDGI).
Seit 1985 erhält sie kontinuierlich staatliche, internationale Gelder und Stiftungsgelder. Bulik hat über 520 wissenschaftliche Arbeiten und 60 Kapitel über Essstörungen verfasst und ist Autorin der Bücher Eating Disorders: Detection and Treatment, Runaway Eating: The 8 Point Plan to Conquer Adult Food and Weight Obsessions, Crave: Why You Binge Eat and How To Stop, Abnormal Psychology,The Woman in the Mirror, Midlife Eating Disorders, und Binge Control.

## Würdigungen und Engagement
Bulik erhielt den Eating Disorders Coalition Research Award, den Hulka Innovators Award, den Academy for Eating Disorders Leadership Award for Research, den Price Family National Eating Disorders Association Research Award, den Carolina Women's Center Women's Advocacy Award, den Women's Leadership Council Faculty-to-Faculty Mentorship Award, den IAEDP Honorary Certified Eating Disorders Specialist Award, den František Faltus Award der Tschechischen Psychiatrischen Gesellschaft, den AED Meehan/Hartley Award for Advocacy, und den Don and Melissa Nielsen Lifetime Achievement Award der National Eating Disorders Association.
Bulik ist ehemalige Präsidentin der Academy for Eating Disorders, ehemalige Vizepräsidentin der Eating Disorders Coalition und ehemalige Mitherausgeberin des International Journal of Eating Disorders. Sie war die Gründungsvorsitzende des wissenschaftlichen Beirats der Binge Eating Disorder Association und ist Mitglied des wissenschaftlichen Beirats der Global Foundation for Eating Disorders. Bulik ist auch Mitglied des klinischen Beirats von Project HEAL.
Bulik war bereits in der Today Show, Good Morning America, CNN Morning, Katie, Dr. Oz, Dr. Phil und Rachael Ray sowie in nationalen Nachrichtensendungen in Neuseeland, Australien und Schweden zu sehen. Sie wurde in vielen Publikationen erwähnt, darunter die New York Times, The Washington Post, USA Today, Newsweek, Time und US News and World Report. Bulik hat die erste Stiftungsprofessur für Essstörungen in den Vereinigten Staaten inne.
In Deutschland basiert ein Teil der „S3-Leitlinie Diagnostik und Behandlung der Essstörungen“ auf den Forschungsergebnissen von Bulik.
Auf Basis von Bulik 2014 gehaltenem Vortrag „9 Eating Disorders Myths Busted“ (9 Mythen über Essstörungen widerlegt) auf der Tagung des National Institute of Mental Health Alliance for Research Progress entstand in Zusammenarbeit mit Academy for Eating Disorders (AED) und anderen Verbänden das Dokument „NEUN WAHRHEITEN ÜBER ESSSTÖRUNGEN“.
Bulik hat 2021 in einem „Brandbrief“ die „crisis of care“ (Behandlungskrise) angeprangert, dass Essstörungen in Psychiatrie und Psychologie vernachlässigte Gebiete sind. Obwohl die Behandlungs- und Folgekosten der Essstörungen für das Gesundheitssystem nicht geringer sind als für Angst- und depressive Störungen, werden deutlich weniger Mittel in die Forschung von Ursachen und Therapiemöglichkeiten dieser Störungsgruppe investiert als bei anderen psychischen Erkrankungen.

## Biographie
In der Winchester-Thurston Schule in Pittsburgh erblühte schon ihr Interesse an Naturwissenschaften und Fremdsprachen. Durch ihre Eltern kam sie zum Eiskunstlaufen und widmet sich schon ihr ganzes Leben diesem Sport und verbrachte viele Ferien im Eislaufcamp. Bulik schloss die High-School nach der 11. Klasse ab und schrieb sich am Dolmetscherinstitut in München und an der Universität Salzburg ein, wo sie deutsche Sprache und Literatur studierte, um Diplomatin oder internationale Journalistin zu werden. Sie kehrte in die Vereinigten Staaten zurück, um an der University of Notre Dame zu studieren. Ihre Pläne, Diplomatin zu werden, wurden durchkreuzt, als John T. Cacioppo, ihr die Augen für die spannende Welt der psychologischen Forschung öffnete. Bald darauf entschied sie sich für Psychologie als Hauptfach und ist seitdem auf diesem Weg geblieben.
In dieser Zeit wurde Bulik als Zuschauer im Spiel Notre Dame – Purdue von betrunkenen Fans gepackt und kopfüber die Tribüne runtergefallen gelassen, wobei sie sich den Rücken brach, was sie seitdem immer wieder plagt.
Sie schloss ihr Studium in Notre Dame vorzeitig mit höchster Auszeichnung und dem Preis für besondere Leistungen in Psychologie ab. Danach kehrte sie nach Pittsburgh zurück, um mit David Kupfer über Schlaf und Depression zu forschen. Während dieser Zeit schrieb sie ihre erste Arbeit über Essstörungen, die 1984 veröffentlicht wurde.

## Privatleben
Bulik ist verheiratet und Mutter von drei Kindern. Sie gewann 2012 mit ihrem Partner David Tsai eine Bronzemedaille bei den nationalen Eiskunstlauf-Meisterschaften der Erwachsenen.